# Christopher B. Duncan

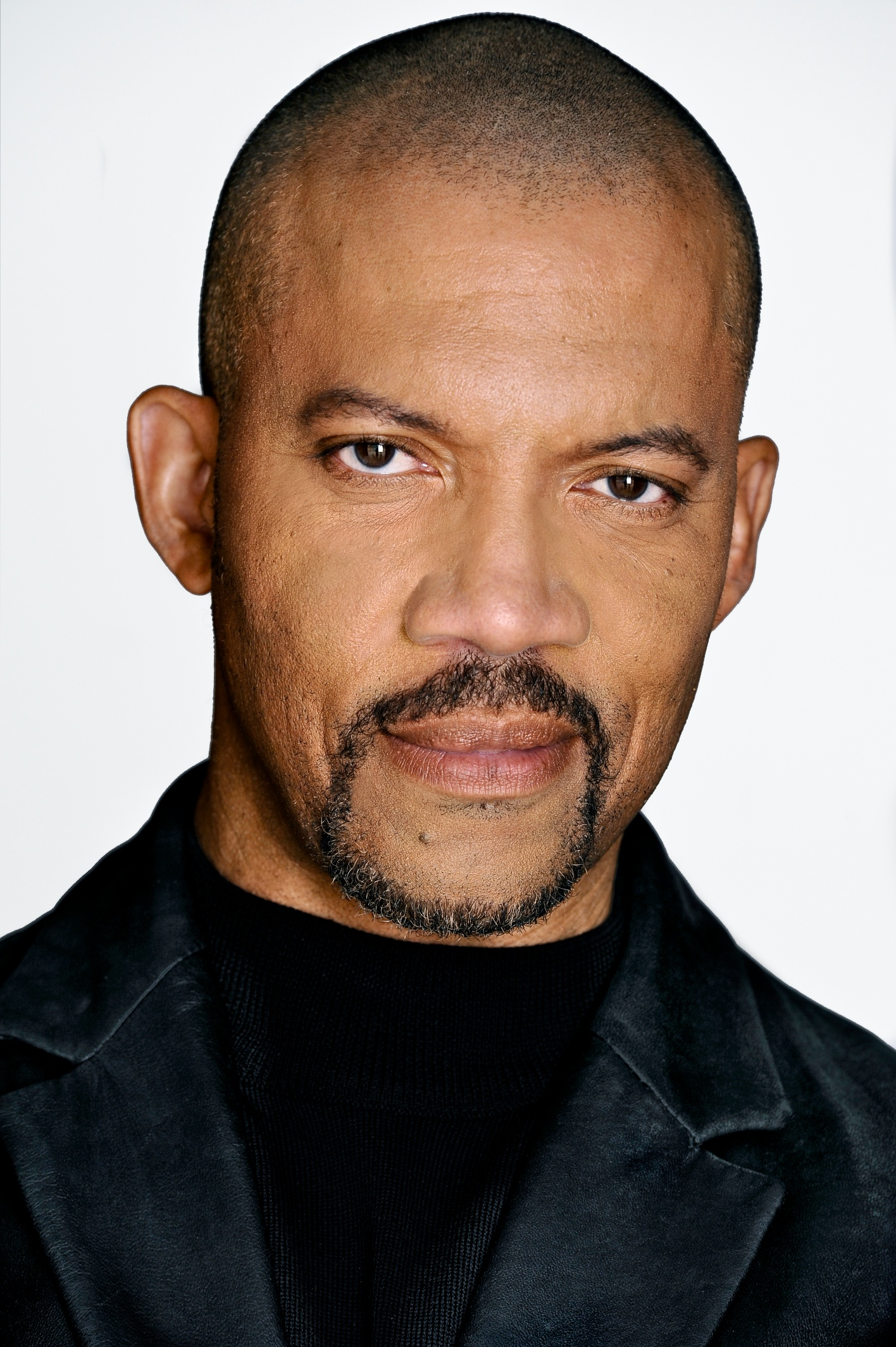
Christopher B. Duncan

Christopher B. Duncan (Lincoln, Nebraska; 4 de diciembre de 1974) es un actor estadounidense, conocido por su participación en diversas series de televisión, como The First Family, The Jamie Foxx Show, Jane by Design, Veronica Mars y Tonight Show with Jay Leno. Interpretó al presidente Barack Obama en la película My Name Is Khan.

## Filmografía

### Series de televisión
| Año         | Título                                 | Rol                   |
| 2012        | Jane by Design                         | Judge Pope            |
| 2012        | The Avengers: Earth's Mightiest Heroes | Luke Cage             |
| 2010 - 2013 | Hero Factory                           | Dunkan Bulk           |
| 2008        | The Tonight Show with Jay Leno         | Barack Obama          |
| 2008        | Lincoln Heights                        | John Kingston         |
| 2007 - 2008 | Aliens in America                      | Mr. Matthews          |
| 2007        | iCarly                                 | Colonel Morgan        |
| 2004 - 2007 | Veronica Mars                          | Clarence Wiedman      |
| 2001 - 2004 | The District                           | Ray Cutter            |
| 1996 - 2001 | The Jamie Foxx Show                    | Braxton P. Hartnabrig |
| 1990 - 1995 | Coach                                  | Bo Whitley            |

### Películas
| Año  | Título            | Rol          |
| 2010 | My Name Is Khan   | Barack Obama |
| 1996 | Original Gangstas | Spyro        |
| 1994 | In the Army Now   | Soldado      |